# An Extraordinary Cab Accident
An Extraordinary Cab Accident er en britisk stumfilm fra 1903 af Walter R. Booth.